# Crofton (Nebraska)
Crofton és una població dels Estats Units a l'estat de Nebraska. Segons el cens del 2000 tenia 754 habitants.

## Demografia
Segons el cens del 2000, Crofton tenia 754 habitants, 321 habitatges, i 206 famílies. La densitat de població era de 447,9 habitants per km².
Dels 321 habitatges en un 30,8% hi vivien nens de menys de 18 anys, en un 56,1% hi vivien parelles casades, en un 6,5% dones solteres, i en un 35,8% no eren unitats familiars. En el 35,2% dels habitatges hi vivien persones soles el 21,2% de les quals corresponia a persones de 65 anys o més que vivien soles. El nombre mitjà de persones vivint en cada habitatge era de 2,35 i el nombre mitjà de persones que vivien en cada família era de 3,07.
Per edats la població es repartia de la següent manera: un 28% tenia menys de 18 anys, un 5,2% entre 18 i 24, un 20,7% entre 25 i 44, un 25,1% de 45 a 60 i un 21,1% 65 anys o més.
L'edat mediana era de 43 anys. Per cada 100 dones de 18 o més anys hi havia 84,7 homes.
La renda mediana per habitatge era de 30.667 $ i la renda mediana per família de 42.083 $. Els homes tenien una renda mediana de 26.667 $ mentre que les dones 17.841 $. La renda per capita de la població era de 15.506 $. Aproximadament el 6,5% de les famílies i el 7,7% de la població estaven per davall del llindar de pobresa.

## Poblacions properes
El següent diagrama mostra les poblacions més properes.